# Niebieski ptak
Niebieski ptak (wł. Il bidone) – włosko-francuski film fabularny z 1955 roku w reżyserii Federico Felliniego.

## Opis fabuły
Augusto jest bezwzględnym, cynicznym i sprytnym oszustem, który wraz z grupą wspólników żyje z wyłudzania pieniędzy od prostych i naiwnych ludzi. Zagrabione sumy wydaje na rozrywki. Od lat żyje od oszustwa do oszustwa i nie brakuje mu w tym pomysłowości. Jest samotny, bo jak twierdzi w jego "zawodzie" nie można być z nikim związanym. Pewnego dnia spotyka jednak przypadkiem swoją córkę, którą wraz z matką porzucił przed laty. Piękna Patrizia jest miłą uczennicą, marzącą o studiach, ale nie chcąc być ciężarem dla matki wie, że raczej ich nie podejmie. Rozwiązaniem byłoby podjęcie pracy i jednoczesne studiowanie, ale aby otrzymać posadę, dziewczyna musi wpłacić kaucję dla pracodawcy w wysokości dziesięciokrotności przyszłych zarobków. Augusto, od dłuższego już czasu wątpiący w sens swojego życia i pragnący na starość mieć kogoś bliskiego, obiecuje pomóc córce – zdobyć potrzebną sumę. Podczas kolejnego oszustwa, postanawia wykiwać wspólników i całą wyłudzoną sumę zatrzymać dla siebie. Kumplom tłumaczy się, że poruszony widokiem i losem sparaliżowanej kaleki w wieku jego córki, którą widział w oszukiwanej rodzinie, zwrócił otrzymane pieniądze. Mówi im o sumieniu, które go ruszyło. Jednak kompani dobrze go znają – nikt nie wierzy w sumienie Augusta – i nie dają wiary jego wyjaśnieniom. Rzucają się na wspólnika i po kilku ciosach, znajdują ukryte w bucie pieniądze. Odchodzą pozostawiając na drodze pobitego i daremnie wzywającego pomocy Augusta.

## Role
- Broderick Crawford – Augusto
- Richard Basehart – „Picasso”
- Franco Fabrizi – Roberto
- Giulietta Masina – Iris
- Lorella De Luca – Patrizia
- Giacomo Gabrielli – Vargas
- Alberto De Amicis – Rinaldo
- Sue Ellen Blake – Susanna
- Xenia Valderi – Luciana
- Irene Cefaro – Marisa
- Maria Zanoli – Stella Florina

i inni.